# Wada Nei
Wada Nei est un nom japonais traditionnel ; le nom de famille (ou le nom d'école), Wada, précède donc le prénom (ou le nom d'artiste).
Wada Yenzō Nei (和田 寧), 1787 à Edo - 13 octobre 1840, aussi connu sous le nom Wada Yasushi, est un mathématicien japonais de l'époque d'Edo.

## Biographie
Son nom de naissance est Kōyama Naoaki; mais il le change pour Wada Nei, sous lequel il se fait mieux connaître. Il étudie sous le patronage de l'héréditaire responsable du calendrier de la cour (暦博士, Reki-hakase) à la cour de l'empereur.
Wada est élève de Kusaka Sei, lui-même ancien élève d'Ajima Chokuyen dont il prolonge l'élaboration du calcul intégral dans le contexte du Enri (円理, « principe du cercle »).. Il est aussi le premier mathématicien japonais à étudier les roulettes.
Les écrits de Wada sont peu nombreux.
- Enri kigen (員理起元?) OCLC 22035715224

## Source de la traduction
- (en) Cet article est partiellement ou en totalité issu de l’article de Wikipédia en anglais intitulé « Wada Nei » (voir la liste des auteurs).
- Notices d'autorité :   - VIAF
  - ISNI
  - LCCN
  - Japon
  - CiNii
  - WorldCat